# 4 novembre 1978
Le samedi 4 novembre 1978 est le 308e jour de l'année 1978.

## Naissances
- Andy Flickinger, coureur cycliste français
- Bertha Sánchez, athlète colombienne
- Carole Péon, triathlète française
- Gorka Verdugo, coureur cycliste espagnol
- Houssin Bezzai, joueur de football néerlandais
- Ivahn Marie-Josée, joueur de football mauricien
- Jan Hamáček, homme politique tchèque
- John Grabow, joueur américain de baseball
- Miha Valič (mort le 5 octobre 2008), alpiniste slovène
- Renato Usatîi, homme d'affaires et homme politique moldave
- Romana Dubnova, athlète tchèque
- Shaun Berrigan, professionnel de rugby à XIII australien
- Valentina Igoshina, pianiste russe
- Viktoriya Yalovtseva, athlète kazakhe

## Décès
- Emmanuel Jadot (né le 18 février 1904), homme politique belge